# Rafa Pueyo
Rafael Pueyo Mena (nacido el 11 de agosto de 1971 en Bilbao, Vizcaya) es un entrenador de baloncesto español. Después de 12 temporadas como entrenador asistente en el Club Basket Bilbao Berri, en el año 2013 se convirtió en el primer entrenador del equipo vizcaíno.
El 30 de junio de 2014 finalizó su relación contractual con el club y no fue renovado por la nueva junta directiva. Como primer entrenador del Bilbao Basket el técnico bilbaíno dirigió un total de 52 partidos oficiales.
En las temporadas 2016-2017 y 2017-2018 milita en el CD Estela de Santander, que jugaba la Liga EBA.
En la temporada 2018-2019 firma contrato como director deportivo del Bilbao Basket, labor que sigue desempeñando en la actualidad.

## Trayectoria
- Club Basket Bilbao Berri (2001-2013), asistente de Txus Vidorreta hasta el 2010 y de Fotis Katsikaris hasta el 2013.
- Club Basket Bilbao Berri (2013-2014), primer entrenador.
- Club Basket Bilbao Berri (2018-), director deportivo.